# Enlinia magistri
Enlinia magistri är en tvåvingeart som först beskrevs av Aldrich 1932.  Enlinia magistri ingår i släktet Enlinia och familjen styltflugor. Inga underarter finns listade i Catalogue of Life.